# Корфовское городское поселение
Корфовское городско́е поселе́ние — муниципальное образование в Хабаровском районе Хабаровского края Российской Федерации.  
Административный центр — рабочий посёлок Корфовский.

## История
В 1845 году начались переговоры о возможности строительства железной дороги в Уссурийском крае. Местная администрация начала ходатайствовать о проведении «правого пути». Царское правительство отвечало молчанием. Лишь спустя десять лет, когда два губернатора, Приамурский и Восточно-Сибирский, выступили с предложением построить железную дорогу от Томска до Иркутска и от Байкала до Сретинска, а также от Владивостока до поста Буссе, после рассмотрения предложения на совещании министров царь велел организовать экспедиции по изысканию трех дорог под руководством Алексея Ивановича Урсати. К 1890 году разведка была произведена, было признано «крайней необходимостью осуществление Уссурийской железной дороги», однако средств не выделялось.
Приамурский генерал-губернатор Андрей Николаевич Корф представил в кабинет министров новые предложения. Ознакомившись с доводами губернатора, царь Александр III наложил резолюции: «Необходимо приступить скорее к строительству этой дороги».
17 апреля 1891 года царь Александр III  подписал высочайший рескрипт на имя наследника цесаревича Николая II о строительстве дороги через всю Сибирь до Владивостока. В нем говорилось: «Повелев ныне приступить к постройке сплошной, через всю Сибирь, железной дороги, имеющей соединить обильные дары природы Сибирских областей с сетью внутренних рельсовых сообщений, я поручаю вам объявить таковую волю мою. Вместе с тем полагаю на вас совершение во Владивостоке закладки, разрешённого к сооружению средствами государственной казны и непосредственным разрешением правительства, Уссурийского великого Сибирского рельсового пути». 
Первое поселение в этом месте появилось 15 сентября 1891 года благодаря строительству Уссурийской железной дороги. 
22 июля 1897 года в присутствии высоких светских чинов и духовенства состоялось торжество открытия станции Корфовской. 
В 1904 году начата разработка каменного карьера, расположенного поблизости, в районе Белой речки.
В ноябре 1911 года на станции Корфовской был построен лесопильный завод.
В 1912 году из корфовского камня начали строить опоры Хабаровского моста через Амур.
В годы гражданской войны (1919-1920 гг.) станция Корфовская имела стратегическое значение. В сводках боевых действий в белых и красных газетах того времени часто писалось о боях за станцию Корфовская. В апреле 1920 года в бою против японских интервентов под Спасском был ранен известный советский писатель, автор романа «Разгром» Александр Фадеев. Лечение он проходил в полевом военном госпитале на станции Корфовская.
В 1921 году на станции Корфовская открыта начальная школа, занятия проходили в доме коммерсанта Лачина.
В 1922 году на станции Корфовская была установлена Советская власть.
В 1922 году  начальную школу разместили  в бывшем доме жандарма Новикова. Современное здание школы было построено в 1960 году, в котором до сих пор занимаются учащиеся с 1 по 11 классы.
В 1935 году через станцию Корфовскую  начато строительство шоссейной дороги Хабаровск-Владивосток.
В 1923 году в посёлке построен водопровод и больница.
В 1939 году сдана в эксплуатацию электростанция.
В 1948 году на станции Корфовская появляется радио.
В 1952 году на станции Корфовская был открыт аптечный пункт при амбулатории.
В 1954 году станция Корфовская была переименована в рабочий посёлок «Корфовский».
В 1962 году в посёлке  Корфовский был сдан в эксплуатацию первый 4-этажный жилой дом.
В послевоенные советские годы в посёлке Корфовский развились следующие предприятия: железная дорога, каменный карьер, лесхоз, АТК-5, СУ-72, СМУ КРПС, появились новые - «Далькварцсамоцветы», ПМС-186.
В 1999 году начата добыча уникальной глубинной природной минеральной столовой воды Корфовского месторождения под брендом «Дерсу».  
В 2007 году «Корфовский каменный карьер» отметил столетний юбилей. 
6 сентября 2021 года утверждены официальные символы муниципального образования – герб и флаг.

## Административно - территориальное устройство
В состав Корфовского городского поселения Хабаровского муниципального района Хабаровского края входят шесть населённых пунктов: рабочий посёлок Корфовский, посёлки: Хехцир, 18 километр, 24 километр, Чирки и село Сосновка.
Административным центром является рабочий поселок Корфовский.
Статус и границы Корфовского городского поселения Хабаровского муниципального района Хабаровского края установлены Законом Хабаровского края от 28 июля 2004 года № 208 «О наделении посёлковых, сельских муниципальных образований статусом городского, сельского поселения и об установлении их границ».

## Официальные символы
Герб Корфовского городского поселения Хабаровского муниципального района Хабаровского края утвержден решением Совета депутатов Корфовского городского поселения Хабаровского муниципального района Хабаровского края от 6 сентября 2021 года № 36/168.
Описание герба: «В поле, остриевидно разделённом зелёным и лазурью, золотой ястребиный канюк, восседающий на серебряном колесе с противовесом, наложенном на две скрещенные серебряные кирки».
Воспроизведение герба Корфовского городского поселения, независимо от назначения и случая использования, допускается с дополнительными элементами (корона) или без дополнительных элементов, в виде одного щита.
Флаг Корфовского городского поселения утвержден решением Совета депутатов Корфовского городского поселения Хабаровского муниципального района Хабаровского края от 6 сентября 2021 года № 36/168.
Описание флага: «Прямоугольное полотнище с отношением ширины к длине 2:3, состоящее из трёх треугольников: синего цвета, основанием которого является нижняя сторона полотнища, а вершиной - середина верхней стороны полотнища, и двух зелёного цвета; в центре которого – ястребиный канюк желтого цвета, восседающий на паровозном со спицами колесе белого цвета, наложенном на две скрещенные кирки белого цвета».

## Природные ресурсы и полезные ископаемые
Основным фондом городского поселения являются леса Большехехцирского природного заповедника.
Земли лесного фонда составляют значительную часть территории городского поселения – 5 551 га.
К настоящему времени на территории заповедника обнаружено 893 вида растений, в том числе 44 вида деревьев, 64 кустарников и лиан, 218 мхов, 148 лишайников, 292 водорослей и 823 грибов.
По территории Корфовского городского поселения протекают реки Красная, Чирки, а также ручьи Карьерный и Рыжовка.
Городское поселение богато запасами минерально-строительного сырья: на территории поселения расположено крупное месторождение строительного камня (гранодиорита). Ведущим предприятием, осуществляющим разработку и эксплуатацию месторождения является АО «Корфовский каменный карьер».

## Население
| 2010  | 2011  | 2012  | 2013  | 2014  | 2015  | 2016  |
| ----- | ----- | ----- | ----- | ----- | ----- | ----- |
| 7813  | ↗7830 | ↗7969 | ↗8138 | ↗8271 | ↗8448 | ↗8576 |
| 2017  | 2018  | 2019  | 2020  | 2021  | 2024  | 2025  |
| ↗8697 | ↘8688 | ↗8913 | ↗9090 | ↘7488 | ↗8035 | ↗8129 |

На территории Корфовского городского поселения Хабаровского муниципального района Хабаровского края проживает 18 человек, относящихся к коренным малочисленным народностям Севера.

## Населённые пункты
В состав поселения входят 6 населённых пунктов:
| № | Населённый пункт | Тип             | Население |
| - | ---------------- | --------------- | --------- |
| 1 | Корфовский       | рабочий посёлок | ↗4823     |
| 2 | Сосновка         | село            | ↗2225     |
| 3 | Хехцир           | посёлок         | ↗208      |
| 4 | Чирки            | посёлок         | ↗103      |
| 5 | 18 км            | посёлок         | ↗33       |
| 6 | 24 км            | посёлок         | ↘29       |

## Городское поселение в искусстве
В романе «Дерсу Узала» русского путешественника Владимира Арсеньева главный герой Дерсу Узала, друг и проводник автора, погибает вблизи станции Корфовская.
В начале фильма «Дерсу Узала» японского режиссёра Акиро Куросавы показано, как Владимир Арсеньев в окрестностях недавно основанной станции Корфовская ищет могилу своего друга Дерсу Узала.